# Allison Adler
Allison Beth Adler (Mont-real, 30 de maig de 1967) és una productora de televisió i escriptora canadenca, nacionalitzada estatunidenca, coneguda com a cocreadora de Supergirl, The New Normal i el seu treball en Chuck i Family Guy.

## Carrera
Adler comença la seua carrera treballant en una sèrie de televisió, Veronica's Closet, el 1997. De 2001 a 2002, produeix 13 episodis de Family Guy i 16 episodis de Just Shoot Em!; a més a més, és productora supervisora de nou episodis de Still Standing, i coproductora executiva de diversos programes, com ara Life As We Know It, Women of a Certain Age i Emily's Reasons Why Not.
Adler fou productora de la sèrie Chuck entre 2007 i 2010. El 2011 forma part de l'equip de redacció de Glee a partir de la tercera temporada. Allison i el creador de Glee, Ryan Murphy, creen The New Normal, projecte en el qual treballa fins que es tanca al maig del 2013.
El 2015, Adler crea la sèrie Supergirl al costat de Greg Berlanti i Andrew Kreisberg, sobre la cosina de Superman, Kara Zor-El. Després de dues temporades, el 2017, Adler deixa l'equip de producció de Supergirl a temps complet per a signar un acord amb CBS Studios.

## Vida personal
Adler nasqué a Mont-real, Quebec, en el si d'una família d'origen jueu. El seu avi i son pare sobrevisqueren a l'Holocaust de Romania.
Adler és obertament lesbiana. De 2001 a 2011 tingué una relació amb l'actriu Sara Gilbert, coneguda per interpretar Leslie Winkle en The Big Bang Theory. Tenen dos fills, Levi Hank (2004) i Sawyer Jane (2007).